# Хайнрих VII (Бавария)
Вижте пояснителната страница за други личности с името Хайнрих VII.
Хайнрих VII Люксембургски (на немски: Heinrich II. von Luxemburg, Heinrich VII. von Bayern; * ок. 1005, † 14 октомври 1047) от фамилията Вигерихиди, e граф на Люксембург от 1026 до 1047 г. като Хайнрих II и херцог на Бавария от 1042 до 1047 г. като Хайнрих VII.

## Живот
Той е най-големият син на Фридрих Люксембургски († 1019), граф на Мозелгау, и на Ирмтруда фон Ветерау († сл. 1015) от фамилията на Конрадините, дъщеря на граф Хериберт фон Ветерау. По бащина линия той е племенник на херцог Хайнрих V от Бавария и на императрица Света Кунигунда.
През 1025 г. Хайнрих е граф в Мозелгау. През 1025 г. той наследява Люксембург от чичо си Хайнрих V. През 1035 г. той е фогт на Св. Максимин в Трир. През февруари 1042 г. император Хайнрих III му дава Херцогство Бавария, което той преди 15 години е управлявал. Хайнрих участва в императорските походи против Унгария през 1042, 1043 и 1044 г. През 1047 г. той придружава императора в неговия поход против Дитрих от Холандия.
Хайнрих VII е погребан в Св. Максимин в Трир. Хайнрих VII не се жени. Брат му Гизелберт наследява Люксембург, а Бавария императорът дава през 1949 г. на Конрад I (Куно) от род Ецони.